# Bruce Cutler
Bruce Cutler (29 april 1948) is een Amerikaanse strafrechtadvocaat, die vooral bekend is geworden door het verdedigen van John Gotti, en door media-optredens als een juridisch commentator.

## Carrière
Cutler werd berucht in de jaren '80 toen hij drie vrijspraken won voor John Gotti, de baas van de misdaadfamilie Gambino. Hieronder was een vrijspraak waarbij ten minste één jurylid een steekpenning accepteerde in ruil voor het stemmen om Gotti niet schuldig te vinden.
Hij was tot 27 augustus 2007 de leidende advocaat voor Phil Spector. Daarna kondigde hij aan dat hij de verdediging van Spector verliet wegens "een meningsverschil tussen Dhr. Spector en mij over de strategie".
Cutler verscheen in de film 15 Minutes van Robert De Niro en Ed Burns, waarin hij zichzelf speelde.

## Referentie
- Dit artikel of een eerdere versie ervan is een (gedeeltelijke) vertaling van het artikel Bruce Cutler op de Engelstalige Wikipedia, dat onder de licentie Creative Commons Naamsvermelding/Gelijk delen valt. Zie de bewerkingsgeschiedenis aldaar.